# To Be Mine
«To Be Mine» (с англ. — «Стань моим») — песня украинской поп-исполнительницы Maruv, выпущенная 8 ноября 2019 года в качестве ведущего сингла из мини-альбома Hellcat Story на лейбле Warner Music Russia. В композиции артистка поёт о том, как собирается приворожить возлюбленного. Maruv называет трек «первым эпизодом» и «осовремененной ночью Ивана Купалы».

## История
Maruv исполнила «To Be Mine» на развлекательном шоу «Вечерний Ургант» днём позднее выпуска композиции.

## Видеоклип
Релиз видеоклипа на трек, снятого по мотивам украинского фольклора, состоялся 9 ноября 2019 года на официальном YouTube-канале Maruv, в день выхода сингла. По сюжету клипа артистка предстаёт в образе колдуньи, одетой в ярко-красный латексный костюм и босоножки на высоком каблуке, исполняет танец на капоте автомобиля старой марки и в свете его фар, появляется в реке и «устраивает шабаш» среди девушек в разноцветных накидках и горящих свечей. Режиссёром и стилистом видео выступила Яна Чаплыгина, ранее сотрудничавшая с певицей.

## Отзывы
Журналист сайта музыкального канала MusicBox назвал вокальную партию «чувственной» и заметила, что «напористые» электронные ритмы встречаются с фолк-эстетикой и «вечными темами любви, предательства и отмщения». По словам обозревателя ТНТ Music Владислава Шеина, «To Be Mine» — композиция, представляющая из себя «взрывоопасную смесь блюза» и электронной музыки, в которой «динамичные» переходы «застают врасплох». Он также отметил, что в «атмосферных» куплетах создаётся впечатление почти «трагичного голоса» певицы, и это представляет зрителю «новую Maruv», заявив при этом, что «мощные» инструментальные проигрыши с «перегруженными» басами «сразу напоминают, чей трек мы слушаем». Фарит Амиров из интернет-издания Сова так же, как и рецензент издания ТНТ Music, отметил спокойность и меланхоличность трека.